# Plaza Nelson Mandela
La plaza de Nelson Mandela es un espacio abierto del barrio de Lavapiés en Madrid. Ocupa parte de la antigua plaza de Cabestreros en el ensanche de la calle del mismo título, y en 2014 tomó el nombre del presidente de Sudáfrica (1994-1999) y Premio Nobel de la Paz (1993).

## Antigua plaza y fuente de Cabestreros

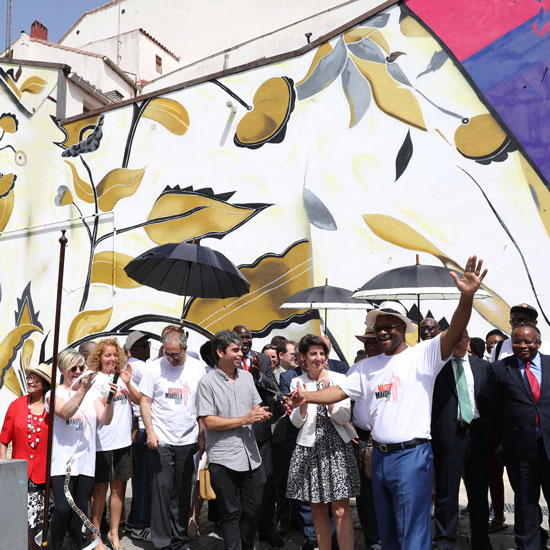
Decoración mural con la flor favorita de Mandela en la plaza dedicada a él en Madrid, tras un homenaje en 2017

Bautizada a comienzos del siglo xxi como plaza de Cabestreros, título efímero para lo que en realidad era un espacio urbano junto a la fuente de Cabestreros, frente a la embocadura de la castiza calle de los Cabestreros en su intersección con Mesón de Paredes, y tras ser demolidos los restos del convento de Santa Catalina (instalado en 1824 en el antiguo Palacio de los Condes de Torres, edificio propiedad del duque de Medinaceli).

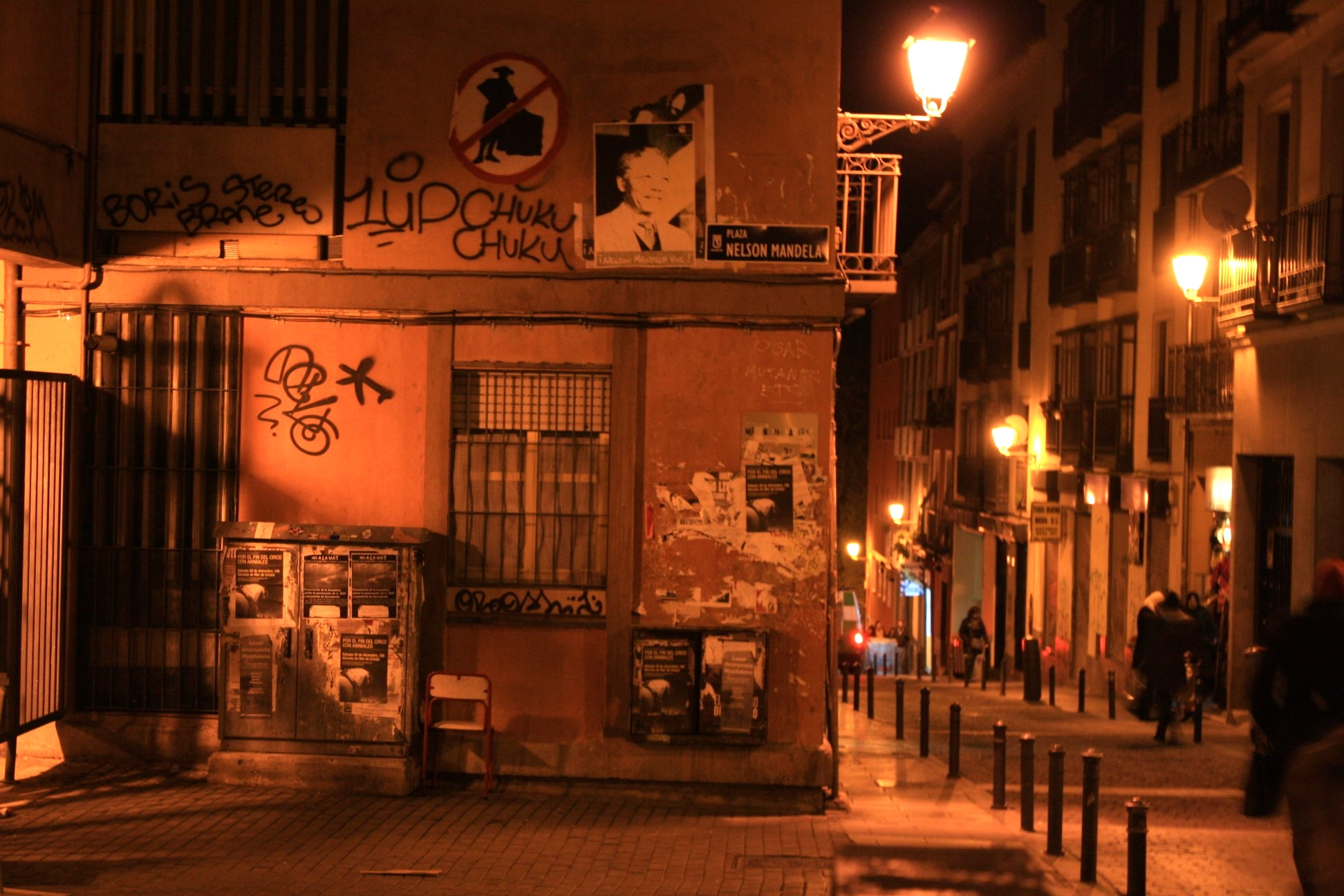
Vista nocturna, 2014

Cuando se presentó la reforma para crear el espacio urbano que pronto cambiaría de nombre, la idea del Ayuntamiento era que se restaurasen los muros incluyéndolos en la vista final del proyecto, pero no se llegó a materializar. En enero de 2014, el pleno de dicho ayuntamiento aprobó por unanimidad otorgar el nombre de ese espacio al líder sudafricano Nelson Mandela, Nobel de la Paz en 1993.